# Ґродниця (Великопольське воєводство)
Ґродниця (пол. Grodnica, нім. Grodnitza) — село в Польщі, у гміні Борек-Велькопольський Гостинського повіту Великопольського воєводства.
Населення — 100 осіб (2011).
У 1975-1998 роках село належало до Лешненського воєводства.

## Демографія
Демографічна структура станом на 31 березня 2011 року:
|          | Загалом | Допрацездатний вік | Працездатний вік | Постпрацездатний вік |
| -------- | ------- | ------------------ | ---------------- | -------------------- |
| Чоловіки | 51      | 10                 | 33               | 8                    |
| Жінки    | 49      | 8                  | 26               | 15                   |
| Разом    | 100     | 18                 | 59               | 23                   |